# 哥本哈根市郊铁路K线
哥本哈根市郊铁路K线是哥本哈根市郊铁路网络中一条已停运线路。1992年5月31日开通，前身为哥本哈根市郊铁路Ax线。1993年9月25日改为“哥本哈根市郊铁路A+线”。运营期间的大致走向为索尔勒斯特兰站⟷哥本哈根火车总站⟷东门站（不停靠其中的自由站⟷哥本哈根火车总站之间各站）。